# Slayers Royal 2
Slayers Royal 2 (スレイヤーズろいやる2?, Sureiyāzu Roiyaru 2) è un videogioco sviluppato dalla Onion Egg e pubblicato dalla ESP e da Kadokawa Shoten per Sega Saturn il 13 settembre 1998 e per Sony PlayStation il 1º luglio 1999 esclusivamente in Giappone. Il videogioco è ispirato al manga ed anime Slayers. Il gioco, a dispetto dal titolo non è il sequel di Slayers Royal.